# Asilus litoralis
Asilus litoralis là một loài ruồi trong họ Asilidae. Asilus litoralis được Contarini miêu tả năm 1847. Loài này phân bố ở vùng Cổ Bắc giới.